# Herdwangen-Schönach
Herdwangen-Schönach est une commune allemand du Bade-Wurtemberg dans l'arrondissement de Sigmaringen.

## Géographie

### Les communes voisines
Pfullendorf, Wald de l'arrondissement de Sigmaringen, Hohenfels (Bade-Wurtemberg) de l'arrondissement de Constance, et Owingen, Heiligenberg (Bade-Wurtemberg), Frickingen de Bodenseekreis.

### L'organisation communale
La municipalité de Herdwangen-Schönach se compose de 17 quartiers : Herdwangen, Großschönach, Kleinschönach, Aftholderberg, Lautenbach, Ebratsweiler, Alberweiler, Oberndorf, Waldsteig, Sohl, Egg, Schwende, Heggelbach, Mühlhausen, Adriatsweiler, Breitenerlen et Waldhof.

## Culture et monuments

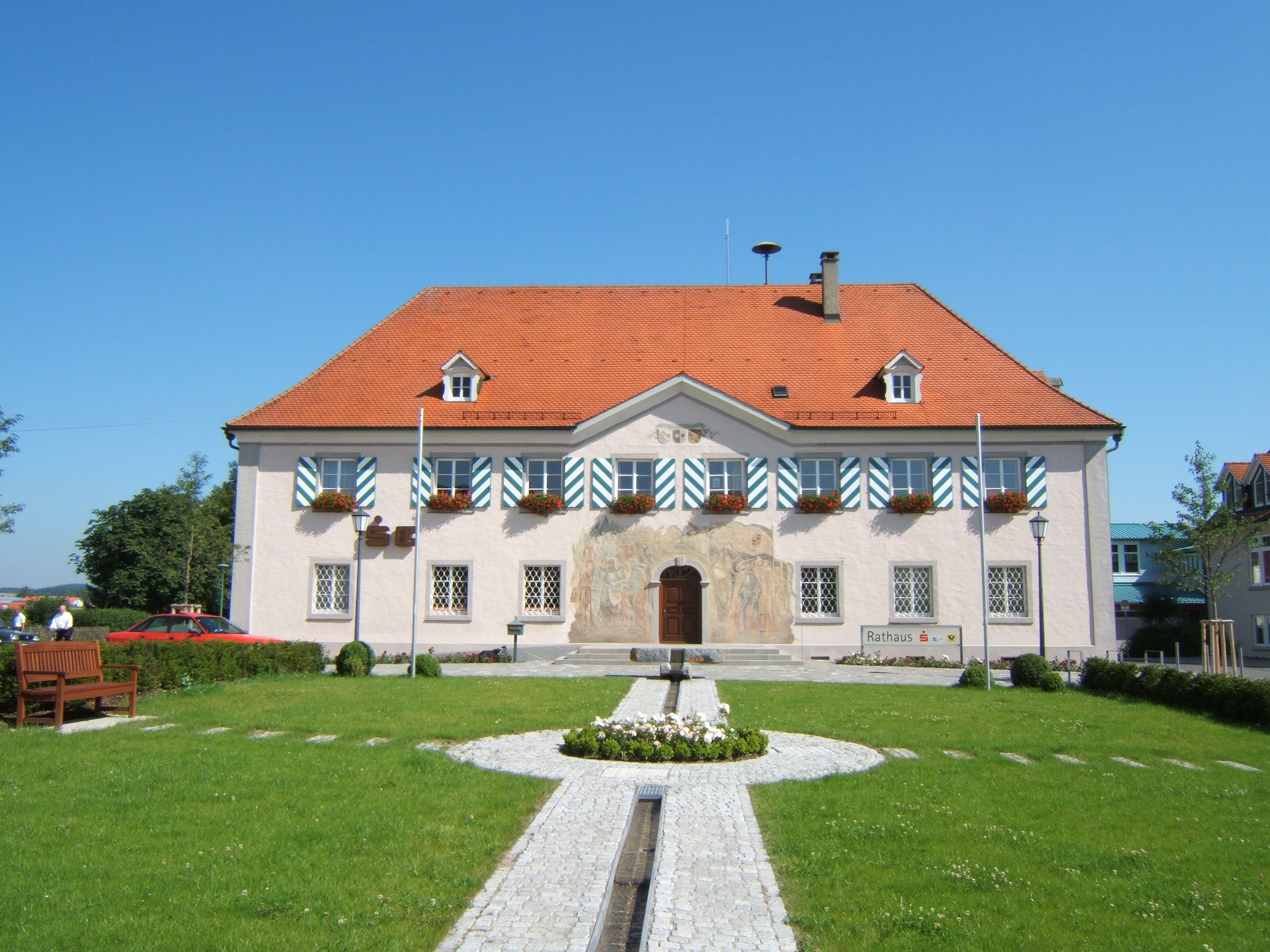
La mairie - l'ancien Rentamt du monastère Petershausen à Herdwangen

## Personnalités
- Emil Stehle (* 1926), évêque catholique à Santo Domingo de los Colorados
- Uwe Möhrle, footballeur professionnel de la ligue fédérale, chez VfL Wolfsburg